# Benigno Chiriboga
Benigno Chiriboga SJ (* 21. Juli 1900 in Riobamba, Provinz Chimborazo; † 9. Oktober 1981 in Quito, Provinz Pichincha) war ein ecuadorianischer römisch-katholischer Geistlicher.
Von 1958 bis 1963 war er Weihbischof in Quito und Titularbischof von Acalissus, von 1963 bis 1968 war er der erste Bischof von Latacunga und von 1968 bis 1970 war der mittlerweile emeritierter Bischof von Latacunga Titularbischof von Tasaccora.

## Leben
Benigno Chiriboga wurde am 21. Juli 1900 als fünftes von sieben Kindern von Juan Pompilio Benigno Chiriboga (* 1855; † ?) und Rosa Elena Chiriboga (* 1874; † ?) in Riobamba, der Hauptstadt der ecuadorianischen Provinz Chimborazo, geboren. Bei Elternteile wurden ebenfalls in Riobamba geboren und waren seit 1890 miteinander verheiratet. Seine Geschwister waren Isabel (* 1891; † 1971), Beatriz (* 1893; † ?), Rosa Elena (* 1895; † ?), Alfredo (* 1897; † 1975), Guillermo (* 1902; † 1966) und Jaime (* 1904; † ?). Im Alter von 16 Jahren trat er am 12. November 1916 dem Jesuitenorden bei. Nach seinem von 1916 bis 1918 dauernden Noviziat in Cotocallao setzte er seine Studien von 1919 bis 1920 im Juniorat der Jesuiten fort. Dort studierte er anfangs Rhetorik und danach von 1921 bis 1924 Philosophie. In weiterer Folge lehrte er von 1924 bis 1927 als Professor für Physik, Chemie und Zoologie am Colegio de Quito, einer Jesuitenschule in der Hauptstadt. Seine Studien setzte er von 1927 bis 1930 an der Fakultät für Theologie der damaligen Katholischen Universität Löwen in der belgischen Stadt Löwen fort. Während seiner dortigen Zeit empfing Chiriboga, rund einen Monat nach seinem 29. Geburtstag, am 25. August 1929 die Priesterweihe. Im Studienjahr 1930/31 legte er sein Tertiat am St. Beuno’s Jesuit Spirituality Centre in der kleinen Gemeinde Tremeirchion in Denbighshire im Nordosten von Wales ab. 
Danach kehrte Chiriboga wieder in seine Heimat zurück, wo er von 1931 bis 1934 als Studienpräfekt, als Sekretär des Kollegs und als Englischlehrer in der Hauptstadt Quito tätig war. Aus sowohl philosophischer wie auch aus philologischer Sicht befasste er sich mit dem Werk seines Landsmannes und jesuitischen Mitbruders Aurelio Espinosa Pólit (1855–1933), der seinerzeit in Ecuador als Essayist, Lyriker, Literaturkritiker und Übersetzer bekannt war und viel gelesen wurde, sowie mit den Eklogen Vergils, insbesondere mit der vierten Ekloge.
Von 1934 bis 1937 war Chiriboga Rektor des Colegio de Cotocallao, eines Ordensseminars. Dort unterrichtete er auch Religion und Englisch und war zudem Berater der Vizeprovinz. Danach war er von 1937 bis 1945 Vizeprovinzialsuperior von Ecuador sowie Rektor des Colegio de Quito. Im Jahre 1945 erfolgte seine Ernennung zum Superior bzw. Oberer der Misión de Manabí in der ecuadorianischen Provinz Manabí. Von 1949 bis 1956 war er Chiriboga Rektor des Colegio de Cuenca sowie des angeschlossenen bischöflichen Knabenseminars von Cuenca. Daneben fungierte er in dieser Zeit als Studienpräfekt und Professor für Apologetik. Von 1956 bis 1958 war er Rektor des Colegio Máximo de Quito de la Compañía de Jesús in Quito und lehrte dort auch im Fach Philosophie.
Am 15. November 1958, mittlerweile 58-jährig, wurde Chiriboga zum Weihbischof und Generalvikar in Quito bestellt und bekleidete dieses Amt bis zu seiner Wahl zum Bischof des neu gegründeten Bistums Latacunga am 5. Dezember 1963. Gleichzeitig war er ab dem 15. November 1958 Titularbischof von Acalissus und wurde als solcher am 21. Dezember 1958 offiziell geweiht. Als am 5. Dezember 1963 durch Papst Paul VI. mit der Apostolischen Konstitution Novam dioecesim aus Gebietsabtretungen des Erzbistums Quito das Bistum Latacunga errichtet wurde, erfolgte noch am selben Tag Chiribogas Ernennung zum ersten Bischof von Latacunga. Das Bistum Latacunga war als Suffraganbistum dem Erzbistum Quito unterstellt. Am 3. Dezember 1968 resignierte Chiriboga als Bischof von Latacunga; seine Nachfolge trat zwei Tage später der damals 38-jährige José Mario Ruiz Navas an. In weiterer Folge war der emeritierte Bischof noch von 3. Dezember 1968 bis zum 29. November 1970 Titularbischof von Tasaccora, ehe er im Alter von 70 Jahren seine öffentlichen Ämter gänzlich niederlegte. Nach seiner Resignation als Bischof zog er sich zunächst an das Colegio de Quito und später an die Centro Universitario Quito zurück.
Am 9. Oktober 1981 starb Chiriboga im Alter von 81 Jahren in der ecuadorianischen Hauptstadt Quito.

## Schriften
- La medalla Honorato Vázquezy el libro „Virgilio. El poeta y su misión providencial“. Manojo de recuerdos y juicios críticos. Editorial Ecuatoriana, Quito 1935.